# Erich Oberhausen
Erich Paul Oberhausen  (* 8. April 1927 in Saarbrücken; † 1. Juni 1997 in Homburg) war ein deutscher Nuklearmediziner, der sich insbesondere mit Strahlenbiophysik befasste. Von 1975 bis 1977 und 1986 bis 1988 war er Vorsitzender der Strahlenschutzkommission.

## Leben
Erich Oberhausen wurde 1927 als Sohn eines Drehers in Saarbrücken geboren und wuchs in Völklingen auf. Nach dem Abitur im Jahr 1946 am Realgymnasium Völklingen begann Oberhausen 1947 in Mainz ein Studium der Physik und Mathematik, das er 1951 mit dem Diplom in Saarbrücken abschloss. 1955 wurde er zum Doktor der Naturwissenschaften promoviert. Von 1951 bis 1958 war er Wissenschaftlicher Assistent am Physikalischen Institut der Naturwissenschaftlichen Fakultät, dann am Institut für medizinische Physik der Medizinischen Fakultät der Universität des Saarlandes. Nach einem Forschungsstipendium der Deutschen Forschungsgemeinschaft am Max-Planck-Institut für Biophysik in Frankfurt am Main im Jahr 1958 begann er 1959 als Wissenschaftlicher Assistent am Institut für Biophysik der Medizinischen Fakultät der Universität des Saarlandes.
Bereits 1954 hatte Oberhausen auch ein Studium der Medizin an der Universität des Saarlandes begonnen, das er 1960 mit dem medizinischen Staatsexamen abschloss. 1963 wurde er zum Doktor der Medizin promoviert. 1964 erhielt er die Lehrberechtigung für das Fach „Biophysik und physikalische Grundlagen der Medizin“ und wurde zum Privatdozenten ernannt.
Ab 1965 war er Oberassistent am Institut für Biophysik, ab 1969 Wissenschaftlicher Rat. 1969 wurde er außerplanmäßiger Professor und Abteilungsvorsteher der neuen Abteilung für Nuklearmedizin und Medizinische Physik in der Radiologischen Klinik der Universität des Saarlandes. 1971 erfolgte die Ernennung zum Professor auf Lebenszeit. 1972 wurde Oberhausen Direktor der Abteilung für Nuklearmedizin an der Radiologischen Universitätsklinik. Ab 1980 war er Direktor des neuen Instituts für Strahlenhygiene des Bundesgesundheitsamtes in München-Neubiberg. 1981 berief man ihn auf eine C4-Professur für Nuklearmedizin und Medizinische Physik an der Universität des Saarlandes. Er lebte in Kirkel-Limbach und wurde 1992 emeritiert.
Oberhausen war in den Jahren 1974 bis 1980 sowie 1981 bis 1991 Mitglied der Strahlenschutzkommission beim Bundesministerium für Umwelt, Naturschutz und Reaktorsicherheit und 1975 bis 1977 sowie 1986 bis 1988 deren Vorsitzender.

## Andere Tätigkeiten
- 1970–1989: Obmann des Ausschusses Nuklearmedizin im Fachnormenausschuss Radiologie des DIN
- 1971–1975: Mitglied der Deutschen Reaktor-Sicherheitskommission mit Zuständigkeit für Medizin und Strahlenbiologie
- 1972–1981 Mitglied des Ausschusses für Wissenschaft und Technik bei der EU-Kommission
- 1973–1975 erster Vizepräsident für Forschung der Universität des Saarlandes
- 1989–1991 Mitglied des Grundnormenausschusses (Strahlenschutz) der EU

## Forschungsarbeit
Zu den Schwerpunkte der wissenschaftlichen Arbeit von Oberhausen gehörte der Strahlenschutz, insbesondere die Entwicklung neuer dosissparender Diagnoseverfahren und eine Minimierung der Strahlenexposition für das medizinische Personal. Die von ihm entwickelte „Oberhausen-Clearence“ war lange ein Standardverfahren zur Nierenfunktionsmessung. Außerdem entwickelte er eine quantitative Analyse des Jodstoffwechsels der Schilddrüse mit Hilfe radioaktiver Jodisotope und arbeitete an der Weiterentwicklung der nuklearmedizinischen Herzdiagnostik mit neuen Radiopharmaka. Ein weiterer Schwerpunkt seiner Arbeit war die Anwendung radioaktiv markierter monoklonaler Antikörper zum Entzündungsnachweis und zur Tumorlokalisation.

## Schriften
- mit Alfred Trautwein und Uwe Kreibig: Physik für Mediziner, Biologen, Pharmazeuten. de Gruyter, Berlin / New York 1977, ISBN 3-11-004880-9.
- Leitfaden der Technik der Nuklearmedizin: MTR-Lehrbuch. Deutscher Ärzte-Verlag, Lövenich 1973, ISBN 3-7691-1009-9.
- Technik der Nuklearmedizin: MTR-Lehrbuch. Deutscher Ärzte-Verlag, Köln 1990, ISBN 3-7691-1089-7.

## Ehrungen
- 1989: Verleihung des Bundesverdienstkreuzes Erster Klasse